# Tomiyamichthys
A Tomiyamichthys a csontos halak (Osteichthyes) főosztályának a sugarasúszójú halak (Actinopterygii) osztályába, ezen belül a sügéralakúak (Perciformes) rendjébe, a gébfélék (Gobiidae) családjába és a Gobiinae alcsaládjába tartozó nem.

## Rendszerezés
A nembe az alábbi 11 faj tartozik:
- Tomiyamichthys alleni Iwata, Ohnishi & Hirata, 2000
- Tomiyamichthys dorsostigma Bogorodsky, Kovacic & Randall, 2011
- Tomiyamichthys fourmanoiri (Smith, 1956)
- Tomiyamichthys gomezi Allen & Erdmann, 2012
- Tomiyamichthys lanceolatus (Yanagisawa, 1978)
- Tomiyamichthys latruncularius (Klausewitz, 1974)
- Tomiyamichthys nudus Allen & Erdmann, 2012
- Tomiyamichthys oni (Tomiyama, 1936) - típusfaj
- Tomiyamichthys praealta (Lachner & McKinney, 1981)
- Tomiyamichthys smithi (Chen & Fang, 2003)
- Tomiyamichthys tanyspilus Randall & Chen, 2007